# Ada Cambridge

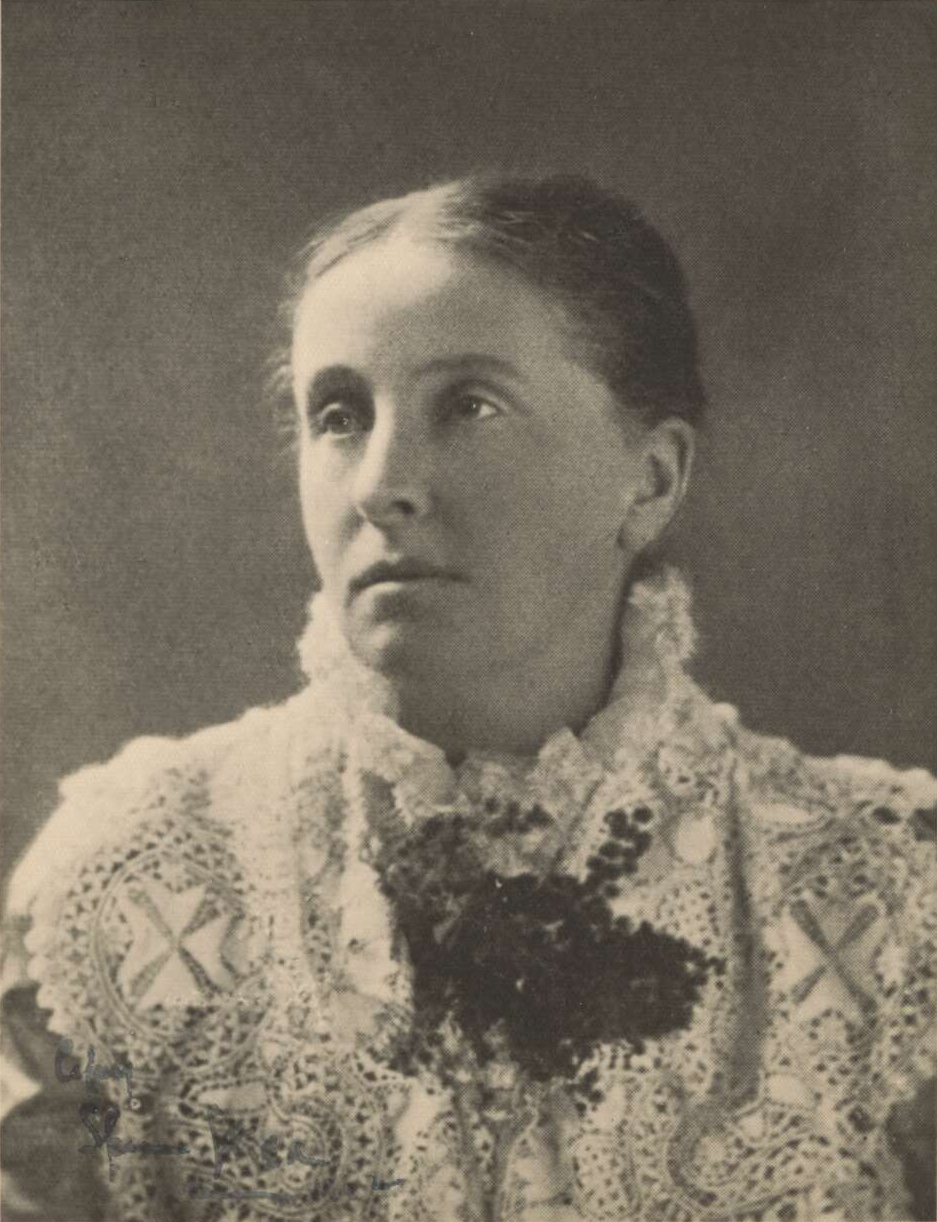
Ada Cambridge

Ada Cambridge, auch bekannt als Ada Cross (* 21. November 1844 in Wiggenhall St Germans, Norfolk; † 19. Juli 1926 in Melbourne), war eine im Vereinigten Königreich geborene australische Schriftstellerin.
Sie schrieb mehr als 25 belletristische Werke, drei Gedichtbände und zwei autobiografische Werke. Viele ihrer Romane wurden in australischen Zeitungen als Fortsetzungsromane veröffentlicht, aber nicht als Buch. Während sie bei Freunden und Verwandten unter ihrem Ehenamen Ada Cross bekannt war, kannten ihre Zeitungsleser sie als A.C. Später kehrte sie zu ihrem Mädchennamen Ada Cambridge zurück.

## Leben
Cambridge wurde als zweites Kind von Thomasine und Henry Cambridge, einem Landwirt, geboren. Sie wurde von Gouvernanten erzogen, was sie verabscheute. Sie schrieb in einem Buch mit Erinnerungen: „Ich kann wahrheitsgemäß behaupten, dass ich nie etwas gelernt habe, was man heute als wertvoll erachten würde, bis ich mit ihnen allen fertig war und mich selbständig machte. Am Ende besuchte ich einige Monate lang ein Internat, das für die damalige Zeit sehr gut war, aber es hinterließ keinen bleibenden Eindruck in meinem Kopf.“ Tatsächlich war es eine unverheiratete Tante, die am meisten zu ihrer geistigen Entwicklung beitrug.
Am 25. April 1870 heiratete sie den Pfarrer George Frederick Cross und segelte einige Wochen später mit ihm nach Australien. Als sie im August in Melbourne ankam, war sie überrascht, dass es eine gut etablierte Stadt war. Ihr Mann wurde nach Wangaratta geschickt, dann nach Yackandandah (1872), Ballan (1874), Coleraine (1877), Bendigo (1884) und Beechworth (1885), wo sie bis 1893 blieben. In ihrem Buch Thirty Years in Australia (1903) beschreibt sie ihre Erfahrungen in diesen Gemeinden. Sie erlebte auch einige persönliche Tragödien, darunter den Verlust von Kindern durch Keuchhusten und Scharlach.
Cambridge war zunächst die typische, hart arbeitende Ehefrau eines Landpfarrers, die sich an allen Aktivitäten der Gemeinde beteiligte und nebenbei die Kleidung ihrer Kinder selbst anfertigte. Ihre Gesundheit litt jedoch aus verschiedenen Gründen, darunter eine fast tödliche Fehlgeburt und ein schwerer Kutschenunfall, und sie musste ihre Aktivitäten einschränken, schrieb aber weiter.
Im Jahr 1893 zog die Familie in ihre letzte Gemeinde, Williamstown in der Nähe von Melbourne, und blieben dort bis 1909. Ihr Mann wurde Ende 1909 auf die Liste der pensionierten Geistlichen gesetzt und erhielt die Erlaubnis, bis 1912 in der Diözese zu arbeiten. Im Jahr 1913 kehrten beide nach England zurück, wo sie bis zu seinem Tod am 27. Februar 1917 blieben. Cambridge kehrte noch im selben Jahr nach Australien zurück und starb am 19. Juli 1926 in Melbourne. Sie ist auf dem Brighton General Cemetery in Caulfield, Glen Eira City beerdigt. Eine Tochter und ein Sohn überlebten die Eltern.
Cambridge veröffentlichte im Zeitraum von 1865, Hymns on the Litany und The Two Surplices, bis 1922 mit Nightfall, einem Artikel im Atlantic Monthly. Systematisches Schreiben begann sie in den 1870er Jahren, um Geld für den Unterhalt ihrer Kinder zu verdienen. Barton zufolge enthalten ihre frühen Werke „den Keim ihres lebenslangen Beharrens auf und Strebens nach körperlicher, geistiger und moralischer Integrität sowie die Verflechtung von Poesie und Prosa, die ihre schriftstellerische Laufbahn kennzeichnen sollte.“ Nancy Cato schreibt, dass „einige ihrer Ideen als gewagt und sogar ein wenig unpassend für die Frau eines Geistlichen angesehen wurden. Sie thematisiert außereheliche Affären und die körperliche Unfreiheit von Ehefrauen.“
1875 erschien ihr erster Roman, Up the Murray, im Magazin Australasian, wurde aber nicht separat veröffentlicht. Erst 1890, mit der Veröffentlichung von A Marked Man, wurde sie als Schriftstellerin bekannt. Trotz regelmäßiger guter Kritiken gab es auch Ablehnung, weil sie nicht in der literarischen Tradition jener Zeit schrieb, die größtenteils nicht-städtisch und männlich war und hauptsächlich das Überleben in einer rauen Umgebung zum Thema hatte.
Sie war die erste Vorsitzende des Women Writers Club und Ehrenmitglied auf Lebenszeit des Lyceum Club of Melbourne. Zu ihren zahlreichen Freunden in der literarischen Welt gehörten Grace Jennings Carmichael, Rolf Boldrewood, Ethel Turner und George Robertson.
Die Ada Cambridge Prizes werden auf dem Williamstown Literary Festival seit 2005 verliehen. Inzwischen gibt es vier solcher Preise: den Ada Cambridge Biographical Prose Prize, den Ada Cambridge Poetry Prize, den Young Adas Short Story Prize und den Young Adas Graphic Short Story Prize.
Die Cambridge Street im Stadtbezirk Belconnen von Canberra ist nach ihr benannt.

## Werke
Romane
- The Two Surplices (1865)
- My Guardian : A Story of the Fen Country (1874)
- Up the Murray (1875)
- In Two Years Time (1879)
- Dinah (1880)
- A Mere Chance (1880)
- Missed in the Crowd (1882)
- A Girl's Ideal (1882)
- Across the Grain (1882)
- The Three Miss Kings (1883)
- A Marriage Ceremony (1884)
- A Little Minx (1885)
- Against the Rules (1886)
- A Black Sheep (1889)
- A Woman's Friendship (1889) (Serialised in the Age, 1889; first published in book form in 1988)
- A Marked Man (1890)
- Not All in Vain (1891)
- Fidelis (1895)
- A Humble Enterprise (1896)
- Materfamilias (1898)
- Path and Goal (1900)
- The Devastators (1901)
- Sisters (1904)
- A Platonic Friendship (1905)
- A Happy Marriage (1906)
- The Eternal Feminine (1907)
- The Making of Rachel Rowe (1914)

Gedichtsammlungen
- Hymns on the Litany (1865)
- Hymns on the Holy Communion (1866)
- Echoes (1869)
- The Manor House and Other Poems (1875)
- Unspoken Thoughts (1887)
- The Hand in the Dark and Other Poems (1913)

Kurzgeschichtensammlungen
- The Vicar's Guest : A Tale (1869)
- At Midnight and Other Stories (1897)

Kinderbuch
- Little Jenny (1867)

Autobiografie
- Thirty Years in Australia (1903)
- The Retrospect (1912)